# Упорядоченная пара
Упорядоченная пара {\displaystyle (a,b)} — запись, указывающая на два объекта {\displaystyle a} и {\displaystyle b}, и фиксирующая порядок, в котором они указаны. Системы оснований математики, например теория множеств, позволяют дать формальное определение. На основе понятия упорядоченной пары можно построить обобщающее его понятие упорядоченного набора — кортежа.

## Определение
Если заданы два элемента {\displaystyle a} и {\displaystyle b}, то множество {\displaystyle \{\{a\},\{a,\;b\}\}} называется упорядоченной парой и обозначается {\displaystyle (a,\;b)}. При этом элемент {\displaystyle a} называется первым элементом, а элемент {\displaystyle b} — вторым элементом пары.
В формальной математике первый элемент упорядоченной пары {\displaystyle A=(a,\;b)} называется также первой координатой или первой проекцией и обозначается {\displaystyle \mathrm {pr} _{1}A}. Аналогично второй элемент пары {\displaystyle A} называется второй координатой или второй проекцией и обозначается {\displaystyle \mathrm {pr} _{2}A}.